# Thelma Guedes
Thelma Guedes (Rio de Janeiro, 7 giugno 1959) è una scrittrice, sceneggiatrice e autrice televisiva brasiliana.

## Biografia
Laureata in Letteratura Brasiliana all'Università di San Paolo, lavora a TV Globo dal 1997 come autrice di telenovelas, miniserie e programmi in diretta. Per le telenovelas Joia Rara (2013) e Órfãos da Terra (2019) è stata premiata con l'Emmy.
Nel 2013, insieme allo scrittore e sceneggiatore Newton Cannito (già suo collaboratore per Joia Rara), ha creato la Casa do Autor Roteirista, uno spazio culturale a Paraty. Con esso i due curatori hanno voluto sottolineare l'importanza della letteratura come base delle opere prodotte per il cinema e la televisione. Sono stati organizzati tavoli di dibattito e laboratori di idee aperti al pubblico. Hanno partecipato alla Casa, nelle sue due edizioni (2013/2014), gli attori José de Abreu, Lima Duarte, Domingos Montagner, Marcos Caruso, Maria de Medeiros e Mariana Ximenes, il produttore discografico Nelson Motta, l'umorista-sceneggiatore Gregorio Duvivier, la cantante Clarice Falcão, i registi Luiz Fernando Carvalho e José Luiz Villamarim nonché numerosi scrittori.
Nel 2016, sempre a Paraty, Thelma Guedes e Newton Cannito hanno dato vita a un nuovo progetto, A Nau dos Insensatos, dedicato al rapporto tra letteratura e follia.
Per il teatro ha scritto i testi del musical Garota de Ipanema: o Amor é Bossa e le pièces Mulheres de Shakespeare e Van Gogh por Gauguin. Thelma Guedes è anche autrice di racconti e ha pubblicato una raccolta di versi.

## Vita privata
Sposata con l'attore Angelo Coimbra, vive a San Paolo.